# The Trooper of Troop K

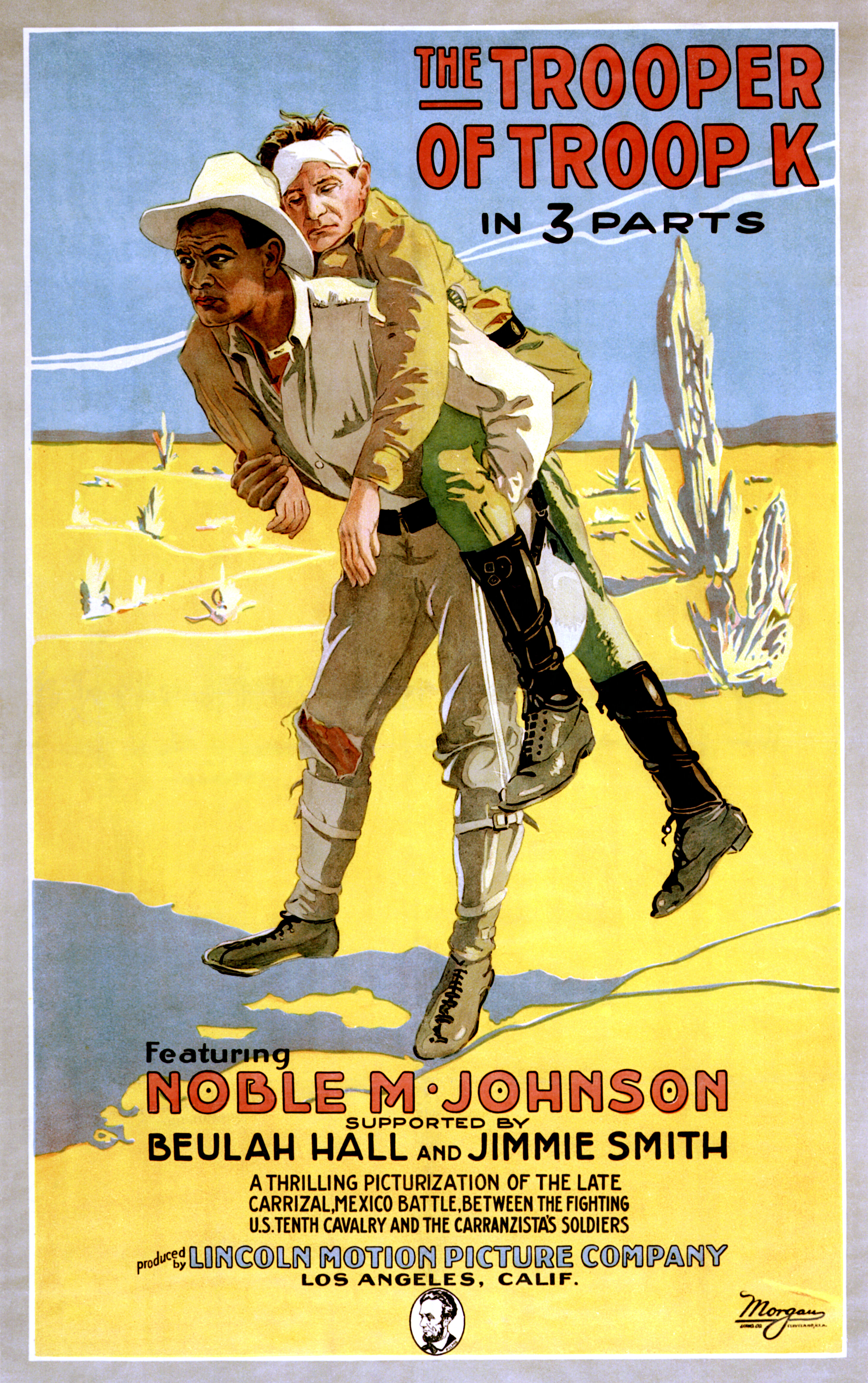
Affiche du film.

The Trooper of Troop K est un film réalisé par Harry A. Gant (en) et produit par la Lincoln Motion Picture Company en 1917. C'est le deuxième film de la compagnie.
L'action se déroule pendant la bataille d'El Carrizal, le film comporte une séquence de bataille avec des centaines de figurants, montrant les soldats afro-américains se battant contre des soldats mexicains.
Le film était composé initialement de trois bobines de film 35 mm, mais la majorité de la pellicule a été perdue. Un court extrait qui subsiste  est le plus ancien fragment de film afro-américain connu.

## Fiche technique
- Réalisation : Harry A. Gant (en)
- Production : Lincoln Motion Picture Company
- Durée : 3 bobines
- Date de sortie : 1917

## Distribution

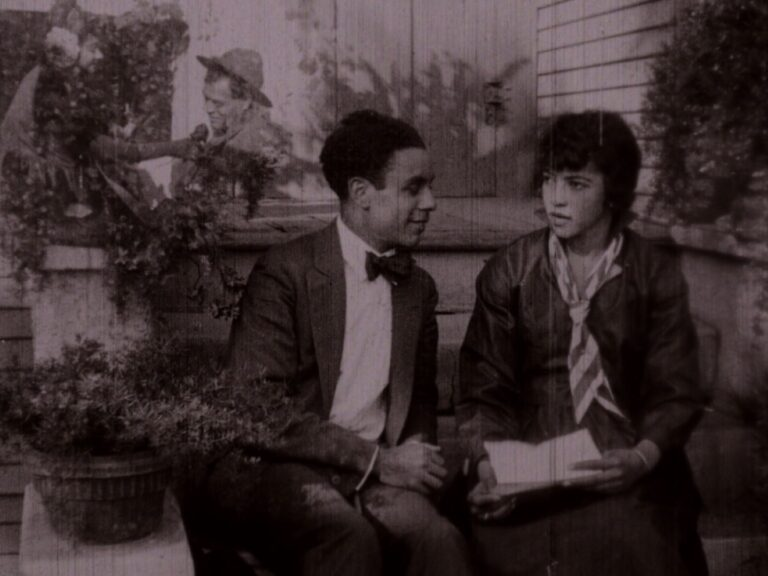
Image extraite du film, avec Jimmie Smith et Beulah Hall.

- Noble Johnson
- Jimmie Smith
- Beulah Hall Jones